# Tanytarsus ponapensis
Tanytarsus ponapensis är en tvåvingeart som beskrevs av Tokunaga 1964. Tanytarsus ponapensis ingår i släktet Tanytarsus och familjen fjädermyggor. Inga underarter finns listade i Catalogue of Life.